# HYPER TECHNO MIX
HYPER TECHNO MIX（ハイパー・テクノ・ミックス）は、trf初のリミックスアルバム。『trf 〜THIS IS THE TRUTH〜』の楽曲をエイベックスのエンジニアがリミックスしたものを収録している。

## 解説
「HYPER TECHNO MIX」シリーズ（後の「HYPER MIX」シリーズ）は「ディスコ向けに12インチシングルのみで発表されたリミックスバージョンを、リミックスアルバムとしてCDでまとめて、オリジナルアルバムと同等の価値を持たせる」事を目標に開始したシリーズである。

## 収録曲
1. GOING 2 DANCE (STARR GAZER MIX) (7:01)
2. RIGHT HERE! RIGHT NOW! (2ND FUNK-TION MIX) (6:08)
3. THIS IS THE JOY (MAXIMIZOR MIX) (7:23)
4. IMPRESSION OF TRF (OZ CONTINENTAL MIX) (5:38)
5. OPEN YOUR MIND (U.S. REMIX) (4:39)
6. THIS IS THE JOY (THE REFUGE OF 2ND FUNK-TION) (6:50)

全作曲・小室哲哉